# NGC 3215
NGC 3212 ist eine Balken-Spiralgalaxie vom Hubble-Typ SBbc im Sternbild Draco, die mit der Galaxie NGC 3212 wechselwirkt und das Galaxienpaar Arp 181 bildet. Sie ist etwa 430 Millionen Lichtjahre von der Milchstraße entfernt. Halton Arp gliederte seinen Katalog ungewöhnlicher Galaxien nach rein morphologischen Kriterien in Gruppen. Diese Galaxie gehört zu der Klasse Galaxien mit schmalen Filamenten.
Das Objekt wurde am 26. September 1802 von William Herschel entdeckt.